# Ian Stephens
Pour les articles homonymes, voir Stephens.
Pas d'image ? Cliquez ici

a Compétitions nationales et continentales officielles uniquement.

b Matchs officiels uniquement.
Dernière mise à jour le 27 mai 2025.
Ian Stephens est né le 25 mai 1952 à Tongwynlais (Pays de Galles). C’est un ancien joueur de rugby à XV, qui a joué avec l'équipe du pays de Galles, évoluant au poste de pilier. 
Il évolue en club au Bridgend RFC.

## Carrière
Ian Stephens dispute son premier test match le 17 janvier 1981, à l'occasion d'un match contre l'équipe d'Angleterre, et le dernier contre l'équipe d'Australie, le 24 novembre 1984.
Il dispute un test match avec les Lions britanniques en 1983.

## Palmarès

### Avec l'équipe du pays de Galles
- 13 sélections avec l'équipe du pays de Galles
- Sélections par année : 5 en 1981, 4 en 1982, 4 en 1984
- Tournois des Cinq Nations disputés : 1981, 1982, 1984

### Avec lesLions britanniques
- 1 sélection avec les Lions britanniques
- Sélection par année : 1 en 1983 (Nouvelle-Zélande)